# Liga Nacional de Baloncesto Profesional de México 2021
La Temporada 2021 de la LNBP es la vigésimo segunda edición de la Liga Nacional de Baloncesto Profesional de México.
Contó con dos equipos menos respecto a la anterior temporada, en la que 12 clubes contendieron por el cetro. El formato fue el mismo que en los años recientes: dos zonas (Zona Este y Zona Oeste), con cuatro clasificados por cada una para los playoffs, divididos en semifinales y finales de zona, filtros para definir a los dos equipos que disputaron las Finales LNBP a partir del 17 de noviembre de 2021. Sólo habrá un eliminado por sector antes de entrar a la postemporada.
La temporada tuvo solamente una duración de tres meses. La temporada regular comenzó el 2 de septiembre y finalizó el 22 de octubre. Los playoffs se jugaron del 26 de octubre al 28 de noviembre. Las semifinales de zona se jugaron a ganar 3 de 5 partidos (26 de octubre – 3 de noviembre), mientras las finales de zona (6 – 14 de noviembre) y la gran final (17 – 28 de noviembre) fueron a ganar 4 de 7 partidos.
Los equipos quedaron divididos de la siguiente manera: Zona Este, en donde participarán los Dorados de Chihuahua, Fuerza Regia de Monterrey, Halcones de Xalapa, Leñadores de Durango y Plateros de Fresnillo. Por el otro lado, la Zona Oeste estuvo formada por las Abejas de León, Astros de Jalisco, Libertadores de Querétaro, Panteras de Aguascalientes y Soles de Mexicali.
Esta temporada tampoco hubo Juego de Estrellas.

## Eventos destacados
- Los siguientes equipos de la temporada pasada no participaron: por la Zona Este, Correcaminos UAT Victoria y Mineros de Zacatecas; por la Zona Oeste, Aguacateros de Michoacán (subcampeones 2020).
- Regresaron los Halcones de Xalapa, franquicia que vuelve después de siete años de ausencia con la mente puesta en revivir las glorias de antaño que la convirtieron en el club más laureado de la LNBP (cuatro títulos).
- Se autorizó al club Soles a cambiar de sede al Auditorio Academia Zonkeys de la ciudad de Tijuana en atención a las condiciones que imperan en la ciudad de Mexicali derivado de la emergencia sanitaria mundial por el SARS-COVID 19.

## Equipos
| Liga Nacional de Baloncesto Profesional de México 2021 |                            |                      |                                |               |                                       |           |
| Conferencia                                            | Equipo                     | Entrenador           | Ciudad                         | Miembro desde | Pabellón                              | Capacidad |
| Este                                                   | Dorados de Chihuahua       | Gustavo Pacheco      | Chihuahua, Chihuahua           | 2000          | Gimnasio Manuel Bernardo Aguirre      | 10,500    |
| Este                                                   | Fuerza Regia de Monterrey  | Nicolás Casalánguida | Monterrey, Nuevo León          | 2001          | Gimnasio Nuevo León Independiente     | 5,000     |
| Este                                                   | Halcones de Xalapa         | Eduardo Torres       | Xalapa, Veracruz               | 2003          | Gimnasio de la USBI                   | 2,785     |
| Este                                                   | Leñadores de Durango       | Sebastián Sucarrat   | Durango, Durango               | 2002          | Auditorio del Pueblo                  | 3,500     |
| Este                                                   | Plateros de Fresnillo      | José Pidal           | Fresnillo, Zacatecas           | 2019-2020     | Gimnasio Solidaridad Municipal        | 4,400     |
| Oeste                                                  | Abejas de León             | Pablo García         | León, Guanajuato               | 2009-2010     | Domo de la Feria                      | 4,460     |
| Oeste                                                  | Astros de Jalisco          | Sergio Valdeolmillos | Guadalajara, Jalisco           | 2019-2020     | Arena Astros                          | 4,000     |
| Oeste                                                  | Libertadores de Querétaro  | Omar Quintero        | Querétaro, Querétaro           | 2009-2010     | [Auditorio General José María Arteaga | 4,140     |
| Oeste                                                  | Panteras de Aguascalientes | Sebastián Ginóbili   | Aguascalientes, Aguascalientes | 2003          | Auditorio Hermanos Carreón            | 3,000     |
| Oeste                                                  | Soles de Mexicali          | Iván Déniz           | Tijuana, Baja California       | 2005          | Auditorio Academia Zonkeys            | 3,000     |

## Temporada 2021

### Resultados
| Plateros de Fresnillo      | 88 - 69  | Halcones Xalapa           | Gimnasio Solidaridad Municipal       | 2 de septiembre |
| Leñadores de Durango       | 79 - 80  | Fuerza Regia de Monterrey | Auditorio del Pueblo                 | 2 de septiembre |
| Panteras de Aguascalientes | 89 - 85  | Astros de Jalisco         | Gimnasio Hermanos Carreón            | 2 de septiembre |
| Dorados de Chihuahua       | 81 - 74  | Abejas de León            | Gimnasio Manuel Bernardo Aguirre     | 2 de septiembre |
| Libertadores de Querétaro  | 89 - 104 | Soles de Mexicali         | Auditorio General José María Arteaga | 3 de septiembre |

| Plateros de Fresnillo      | 98 - 91 | Halcones Xalapa           | Gimnasio Solidaridad Municipal       | 3 de septiembre |
| Leñadores de Durango       | 80 - 76 | Fuerza Regia de Monterrey | Auditorio del Pueblo                 | 3 de septiembre |
| Panteras de Aguascalientes | 66 - 85 | Astros de Jalisco         | Gimnasio Hermanos Carreón            | 3 de septiembre |
| Dorados de Chihuahua       | 67 - 68 | Abejas de León            | Gimnasio Manuel Bernardo Aguirre     | 3 de septiembre |
| Libertadores de Querétaro  | 106-103 | Soles de Mexicali         | Auditorio General José María Arteaga | 4 de septiembre |

| Astros de Jalisco         | 100 - 97 | Libertadores de Querétaro  | Arena Astros                      | 8 de septiembre  |
| Abejas de León            | 95 - 81  | Panteras de Aguascalientes | Domo de la Feria                  | 9 de septiembre  |
| Dorados de Chihuahua      | 80 - 58  | Leñadores de Durango       | Gimnasio Manuel Bernardo Aguirre  | 9 de septiembre  |
| Fuerza Regia de Monterrey | 75 - 78  | Plateros de Fresnillo      | Gimnasio Nuevo León Independiente | 10 de septiembre |
| Halcones Xalapa           | 69 - 91  | Soles de Mexicali          | Gimnasio de la USBI               | 10 de septiembre |

| Astros de Jalisco         | 89 - 92 | Libertadores de Querétaro  | Arena Astros                      | 9 de septiembre  |
| Abejas de León            | 76 - 81 | Panteras de Aguascalientes | Domo de la Feria                  | 10 de septiembre |
| Dorados de Chihuahua      | 80 - 72 | Leñadores de Durango       | Gimnasio Manuel Bernardo Aguirre  | 10 de septiembre |
| Fuerza Regia de Monterrey | 99 - 78 | Plateros de Fresnillo      | Gimnasio Nuevo León Independiente | 11 de septiembre |
| Halcones Xalapa           | 66 - 69 | Soles de Mexicali          | Gimnasio de la USBI               | 11 de septiembre |

| Leñadores de Durango      | 94 - 81  | Panteras de Aguascalientes | Auditorio del Pueblo                 | 13 de septiembre |
| Plateros de Fresnillo     | 104 - 92 | Dorados de Chihuahua       | Gimnasio Solidaridad Municipal       | 14 de septiembre |
| Halcones Xalapa           | 89 - 94  | Fuerza Regia de Monterrey  | Gimnasio de la USBI                  | 14 de septiembre |
| Libertadores de Querétaro | 94 - 83  | Abejas de León             | Auditorio General José María Arteaga | 14 de septiembre |
| Soles de Mexicali         | 82 - 84  | Astros de Jalisco          | Auditorio Academia Zonkeys           | 14 de septiembre |

| Leñadores de Durango      | 77 - 88  | Panteras de Aguascalientes | Auditorio del Pueblo                 | 14 de septiembre |
| Plateros de Fresnillo     | 114-107  | Dorados de Chihuahua       | Gimnasio Solidaridad Municipal       | 15 de septiembre |
| Halcones Xalapa           | 80 - 91  | Fuerza Regia de Monterrey  | Gimnasio de la USBI                  | 15 de septiembre |
| Libertadores de Querétaro | 80 - 97  | Abejas de León             | Auditorio General José María Arteaga | 15 de septiembre |
| Soles de Mexicali         | 82 - 101 | Astros de Jalisco          | Auditorio Academia Zonkeys           | 15 de septiembre |

| Leñadores de Durango       | 89 - 86  | Plateros de Fresnillo     | Auditorio del Pueblo              | 5 de septiembre  |
| Fuerza Regia de Monterrey  | 77 - 75  | Astros de Jalisco         | Gimnasio Nuevo León Independiente | 18 de septiembre |
| Dorados de Chihuahua       | 95 - 93  | Halcones Xalapa           | Gimnasio Manuel Bernardo Aguirre  | 18 de septiembre |
| Abejas de León             | 101 - 92 | Soles de Mexicali         | Domo de la Feria                  | 18 de septiembre |
| Panteras de Aguascalientes | 109-104  | Libertadores de Querétaro | Gimnasio Hermanos Carreón         | 18 de septiembre |

| Leñadores de Durango       | 84 - 83  | Plateros de Fresnillo     | Auditorio del Pueblo              | 6 de septiembre  |
| Fuerza Regia de Monterrey  | 64 - 81  | Astros de Jalisco         | Gimnasio Nuevo León Independiente | 19 de septiembre |
| Dorados de Chihuahua       | 68 - 73  | Halcones Xalapa           | Gimnasio Manuel Bernardo Aguirre  | 19 de septiembre |
| Abejas de León             | 95 - 86  | Soles de Mexicali         | Domo de la Feria                  | 19 de septiembre |
| Panteras de Aguascalientes | 74 - 100 | Libertadores de Querétaro | Gimnasio Hermanos Carreón         | 19 de septiembre |

| Plateros de Fresnillo     | 79 - 86 | Libertadores de Querétaro  | Gimnasio Solidaridad Municipal    | 23 de septiembre |
| Soles de Mexicali         | 75 - 67 | Panteras de Aguascalientes | Auditorio Academia Zonkeys        | 23 de septiembre |
| Halcones Xalapa           | 88 - 87 | Leñadores de Durango       | Gimnasio de la USBI               | 24 de septiembre |
| Fuerza Regia de Monterrey | 91 - 99 | Dorados de Chihuahua       | Gimnasio Nuevo León Independiente | 24 de septiembre |
| Astros de Jalisco         | 65 - 81 | Abejas de León             | Arena Astros                      | 25 de septiembre |

| Plateros de Fresnillo     | 87 - 106 | Libertadores de Querétaro  | Gimnasio Solidaridad Municipal    | 24 de septiembre |
| Soles de Mexicali         | 69 - 67  | Panteras de Aguascalientes | Auditorio Academia Zonkeys        | 24 de septiembre |
| Halcones Xalapa           | 87 - 90  | Leñadores de Durango       | Gimnasio de la USBI               | 25 de septiembre |
| Fuerza Regia de Monterrey | 66 - 70  | Dorados de Chihuahua       | Gimnasio Nuevo León Independiente | 25 de septiembre |
| Astros de Jalisco         | 99 - 85  | Abejas de León             | Arena Astros                      | 26 de septiembre |

| Abejas de León            | 87 - 79  | Dorados de Chihuahua       | Domo de la Feria                  | 30 de septiembre |
| Soles de Mexicali         | 108 - 74 | Libertadores de Querétaro  | Auditorio Academia Zonkeys        | 30 de septiembre |
| Halcones Xalapa           | 113-111  | Plateros de Fresnillo      | Gimnasio de la USBI               | 1 de octubre     |
| Fuerza Regia de Monterrey | 98 - 81  | Leñadores de Durango       | Gimnasio Nuevo León Independiente | 1 de octubre     |
| Astros de Jalisco         | 89 - 77  | Panteras de Aguascalientes | Arena Astros                      | 2 de octubre     |

| Abejas de León            | 75 - 76 | Dorados de Chihuahua       | Domo de la Feria                  | 1 de octubre |
| Soles de Mexicali         | 88 - 84 | Libertadores de Querétaro  | Auditorio Academia Zonkeys        | 1 de octubre |
| Halcones Xalapa           | 91 - 84 | Plateros de Fresnillo      | Gimnasio de la USBI               | 2 de octubre |
| Fuerza Regia de Monterrey | 79 - 67 | Leñadores de Durango       | Gimnasio Nuevo León Independiente | 2 de octubre |
| Astros de Jalisco         | 80 - 82 | Panteras de Aguascalientes | Arena Astros                      | 3 de octubre |

| Plateros de Fresnillo      | 87 - 84 | Fuerza Regia de Monterrey | Gimnasio Solidaridad Municipal       | 7 de octubre |
| Leñadores de Durango       | 93 - 78 | Dorados de Chihuahua      | Auditorio del Pueblo                 | 7 de octubre |
| Panteras de Aguascalientes | 108-111 | Abejas de León            | Gimnasio Hermanos Carreón            | 7 de octubre |
| Soles de Mexicali          | 89 - 60 | Halcones Xalapa           | Auditorio Academia Zonkeys           | 7 de octubre |
| Libertadores de Querétaro  | 99 - 84 | Astros de Jalisco         | Auditorio General José María Arteaga | 8 de octubre |

| Plateros de Fresnillo      | 82 - 84  | Fuerza Regia de Monterrey | Gimnasio Solidaridad Municipal       | 8 de octubre |
| Leñadores de Durango       | 73 - 75  | Dorados de Chihuahua      | Auditorio del Pueblo                 | 8 de octubre |
| Panteras de Aguascalientes | 92 - 85  | Abejas de León            | Gimnasio Hermanos Carreón            | 8 de octubre |
| Soles de Mexicali          | 89 - 79  | Halcones Xalapa           | Auditorio Academia Zonkeys           | 8 de octubre |
| Libertadores de Querétaro  | 89 - 102 | Astros de Jalisco         | Auditorio General José María Arteaga | 9 de octubre |

| Fuerza Regia de Monterrey  | 95 - 74 | Halcones Xalapa           | Gimnasio Nuevo León Independiente | 11 de octubre |
| Astros de Jalisco          | 75 - 94 | Soles de Mexicali         | Arena Astros                      | 12 de octubre |
| Abejas de León             | 86 - 96 | Libertadores de Querétaro | Domo de la Feria                  | 12 de octubre |
| Panteras de Aguascalientes | 90 - 83 | Leñadores de Durango      | Gimnasio Hermanos Carreón         | 12 de octubre |
| Dorados de Chihuahua       | 99 - 95 | Plateros de Fresnillo     | Gimnasio Manuel Bernardo Aguirre  | 12 de octubre |

| Fuerza Regia de Monterrey  | 99 - 96 | Halcones Xalapa           | Gimnasio Nuevo León Independiente | 13 de octubre |
| Astros de Jalisco          | 86 - 77 | Soles de Mexicali         | Arena Astros                      | 13 de octubre |
| Abejas de León             | 79 - 81 | Libertadores de Querétaro | Domo de la Feria                  | 13 de octubre |
| Panteras de Aguascalientes | 87 - 88 | Leñadores de Durango      | Gimnasio Hermanos Carreón         | 13 de octubre |
| Dorados de Chihuahua       | 86 - 85 | Plateros de Fresnillo     | Gimnasio Manuel Bernardo Aguirre  | 13 de octubre |

| Astros de Jalisco         | 96 - 89  | Fuerza Regia de Monterrey  | Arena Astros                         | 16 de octubre |
| Halcones Xalapa           | 82 - 79  | Dorados de Chihuahua       | Gimnasio de la USBI                  | 16 de octubre |
| Libertadores de Querétaro | 105-101  | Panteras de Aguascalientes | Auditorio General José María Arteaga | 16 de octubre |
| Soles de Mexicali         | 86 - 80  | Abejas de León             | Auditorio Academia Zonkeys           | 16 de octubre |
| Plateros de Fresnillo     | 108 - 72 | Leñadores de Durango       | Gimnasio Solidaridad Municipal       | 17 de octubre |

| Astros de Jalisco         | 103 - 73 | Fuerza Regia de Monterrey  | Arena Astros                         | 17 de octubre |
| Halcones Xalapa           | 78 - 73  | Dorados de Chihuahua       | Gimnasio de la USBI                  | 17 de octubre |
| Libertadores de Querétaro | 96 - 87  | Panteras de Aguascalientes | Auditorio General José María Arteaga | 17 de octubre |
| Soles de Mexicali         | 94 - 85  | Abejas de León             | Auditorio Academia Zonkeys           | 17 de octubre |
| Plateros de Fresnillo     | 92 - 59  | Leñadores de Durango       | Gimnasio Solidaridad Municipal       | 18 de octubre |

| Leñadores de Durango       | 80 - 97  | Halcones Xalapa           | Auditorio del Pueblo                 | 21 de octubre |
| Abejas de León             | 93 - 95  | Astros de Jalisco         | Domo de la Feria                     | 21 de octubre |
| Panteras de Aguascalientes | 83 - 88  | Soles de Mexicali         | Gimnasio Hermanos Carreón            | 21 de octubre |
| Libertadores de Querétaro  | 112 - 69 | Plateros de Fresnillo     | Auditorio General José María Arteaga | 21 de octubre |
| Dorados de Chihuahua       | 85 - 86  | Fuerza Regia de Monterrey | Gimnasio Manuel Bernardo Aguirre     | 21 de octubre |

| Dorados de Chihuahua       | 80 - 85  | Fuerza Regia de Monterrey | Gimnasio Manuel Bernardo Aguirre     | 22 de octubre |
| Leñadores de Durango       | 77 - 70  | Halcones Xalapa           | Auditorio del Pueblo                 | 22 de octubre |
| Abejas de León             | 80 - 106 | Astros de Jalisco         | Domo de la Feria                     | 22 de octubre |
| Panteras de Aguascalientes | 81 - 76  | Soles de Mexicali         | Gimnasio Hermanos Carreón            | 22 de octubre |
| Libertadores de Querétaro  | 94 - 78  | Plateros de Fresnillo     | Auditorio General José María Arteaga | 22 de octubre |

Fuente: Rol de Juegos LIGA SISNOVA LNBP 2021

### Clasificación
Zona Este
|                                                                           | Equipo                    | J  | G  | P  | PF   | PC   | DP   | Puntos |
| ------------------------------------------------------------------------- | ------------------------- | -- | -- | -- | ---- | ---- | ---- | ------ |
| 1                                                                         | Fuerza Regia de Monterrey | 20 | 12 | 8  | 1685 | 1660 | 25   | 32     |
| 2                                                                         | Dorados de Chihuahua      | 20 | 10 | 10 | 1649 | 1652 | -3   | 30     |
| 3                                                                         | Plateros de Fresnillo     | 20 | 8  | 12 | 1786 | 1792 | -6   | 28     |
| 4                                                                         | Leñadores de Durango      | 20 | 8  | 12 | 1583 | 1703 | -120 | 28     |
| 5                                                                         | Halcones de Xalapa        | 20 | 7  | 13 | 1645 | 1747 | -102 | 27     |
| Fuente: Liga Nacional de Baloncesto Profesional; actualización automática |                           |    |    |    |      |      |      |        |

- Clasificado a Playoffs.

Zona Oeste
|                                                                           | Equipo                     | J  | G  | P  | PF   | PC   | DP  | Puntos |
| ------------------------------------------------------------------------- | -------------------------- | -- | -- | -- | ---- | ---- | --- | ------ |
| 1                                                                         | Astros de Jalisco          | 20 | 13 | 7  | 1780 | 1668 | 112 | 33     |
| 2                                                                         | Soles de Mexicali          | 20 | 13 | 7  | 1742 | 1632 | 110 | 33     |
| 3                                                                         | Libertadores de Querétaro  | 20 | 13 | 7  | 1884 | 1897 | -13 | 33     |
| 4                                                                         | Abejas de León             | 20 | 8  | 12 | 1716 | 1739 | -23 | 28     |
| 5                                                                         | Panteras de Aguascalientes | 20 | 8  | 12 | 1691 | 1761 | -70 | 28     |
| Fuente: Liga Nacional de Baloncesto Profesional; actualización automática |                            |    |    |    |      |      |     |        |

- Clasificado a Playoffs.

Tabla General
|                                                                           | Equipo                     | J  | G  | P  | PF   | PC   | DP   | Puntos |
| ------------------------------------------------------------------------- | -------------------------- | -- | -- | -- | ---- | ---- | ---- | ------ |
| 1                                                                         | Astros de Jalisco          | 20 | 13 | 7  | 1780 | 1668 | 112  | 33     |
| 2                                                                         | Soles de Mexicali          | 20 | 13 | 7  | 1742 | 1632 | 110  | 33     |
| 3                                                                         | Libertadores de Querétaro  | 20 | 13 | 7  | 1884 | 1897 | -13  | 33     |
| 4                                                                         | Fuerza Regia de Monterrey  | 20 | 12 | 8  | 1685 | 1660 | 25   | 32     |
| 5                                                                         | Dorados de Chihuahua       | 20 | 10 | 10 | 1649 | 1652 | -3   | 30     |
| 6                                                                         | Plateros de Fresnillo      | 20 | 8  | 12 | 1786 | 1792 | -6   | 28     |
| 7                                                                         | Abejas de León             | 20 | 8  | 12 | 1716 | 1739 | -23  | 28     |
| 8                                                                         | Panteras de Aguascalientes | 20 | 8  | 12 | 1691 | 1761 | -70  | 28     |
| 9                                                                         | Leñadores de Durango       | 20 | 8  | 12 | 1583 | 1703 | -120 | 28     |
| 10                                                                        | Halcones de Xalapa         | 20 | 7  | 13 | 1645 | 1747 | -102 | 27     |
| Fuente: Liga Nacional de Baloncesto Profesional; actualización automática |                            |    |    |    |      |      |      |        |

Criterio de Desempate
1. La clasificación de los equipos fue establecida de acuerdo a su registro de victorias y derrotas otorgando 2 puntos de clasificación por cada partido ganado, 1 punto de clasificación por cada partido perdido.
2. El procedimiento se aplica para todas las competiciones con sistema round-robin (todos contra todos).
3. Si 2 o más equipos tienen el mismo registro de victorias y derrotas en los partidos disputados entre ellos, se aplican estos criterios, en este orden:
```
  - Mayor diferencia de puntos de partido en los partidos disputados entre ellos.
  - Mayor cantidad de puntos de partido conseguidos en los partidos disputados entre ellos.
  - Mayor diferencia de puntos de partido en todos los partidos del grupo.
  - Mayor cantidad de puntos de partido conseguidos en todos los partidos del grupo.
```

Fuente: Reglas Básicas FIBA

### Playoffs
|  | Semifinales de Zona            | Semifinales de Zona            | Semifinales de Zona            |          |   | Finales de Zona     | Finales de Zona     | Finales de Zona     |  |   | Final de la LNBP     | Final de la LNBP     | Final de la LNBP     |  |
|  | 26 de octubre - 3 de noviembre | 26 de octubre - 3 de noviembre | 26 de octubre - 3 de noviembre |          |   | 6 - 14 de noviembre | 6 - 14 de noviembre | 6 - 14 de noviembre |  |   | 17 - 28 de noviembre | 17 - 28 de noviembre | 17 - 28 de noviembre |  |
|  |                                |                                |                                |          |   |                     |                     |                     |  |   |                      |                      |                      |  |
|  |                                |                                |                                |          |   |                     |                     |                     |  |   |                      |                      |                      |  |
|  | 1                              | Fuerza Regia                   | 3                              |          |   |                     |                     |                     |  |   |                      |                      |                      |  |
|  | 1                              | Fuerza Regia                   | 3                              |          |   |                     |                     |                     |  |   |                      |                      |                      |  |
|  | 4                              | Leñadores                      | 0                              |          |   |                     |                     |                     |  |   |                      |                      |                      |  |
|  | 4                              | Leñadores                      | 0                              |          | 1 | Fuerza Regia        | 3                   |                     |  |   |                      |                      |                      |  |
|  | Zona Este                      |                                |                                |          | 1 | Fuerza Regia        | 3                   |                     |  |   |                      |                      |                      |  |
|  |                                |                                | 3                              | Plateros | 2 |                     |                     |                     |  |   |                      |                      |                      |  |
|  | 2                              | Dorados                        | 3                              | Plateros | 2 | 1                   |                     |                     |  |   |                      |                      |                      |  |
|  | 2                              | Dorados                        |                                |          |   |                     |                     |                     |  |   |                      |                      |                      |  |
|  | 3                              | Plateros                       | 3                              |          |   |                     |                     |                     |  |   |                      |                      |                      |  |
|  | 3                              | Plateros                       | 3                              |          |   |                     |                     |                     |  | 1 | Fuerza Regia         | 4                    |                      |  |
|  |                                |                                |                                |          |   |                     |                     |                     |  | 1 | Fuerza Regia         | 4                    |                      |  |
|  |                                |                                | 1                              | Astros   | 0 |                     |                     |                     |  |   |                      |                      |                      |  |
|  | 1                              | Astros                         | 1                              | Astros   | 0 | 3                   |                     |                     |  |   |                      |                      |                      |  |
|  | 1                              | Astros                         |                                |          |   |                     |                     |                     |  |   |                      |                      |                      |  |
|  | 4                              | Abejas                         | 1                              |          |   |                     |                     |                     |  |   |                      |                      |                      |  |
|  | 4                              | Abejas                         | 1                              |          | 1 | Astros              | 3                   |                     |  |   |                      |                      |                      |  |
|  | Zona Oeste                     |                                |                                |          | 1 | Astros              | 3                   |                     |  |   |                      |                      |                      |  |
|  |                                |                                | 2                              | Soles    | 2 |                     |                     |                     |  |   |                      |                      |                      |  |
|  | 2                              | Soles                          | 2                              | Soles    | 2 | 3                   |                     |                     |  |   |                      |                      |                      |  |
|  | 2                              | Soles                          |                                |          |   |                     |                     |                     |  |   |                      |                      |                      |  |
|  | 3                              | Libertadores                   | 1                              |          |   |                     |                     |                     |  |   |                      |                      |                      |  |
|  | 3                              | Libertadores                   | 1                              |          |   |                     |                     |                     |  |   |                      |                      |                      |  |
|  |                                |                                |                                |          |   |                     |                     |                     |  |   |                      |                      |                      |  |

#### Semifinales de Zona

##### Zona Este

###### (1) Fuerza Regia de Monterrey vs. (4) Leñadores de Durango
| 26 de octubre, 20:00 | Fuerza Regia de Monterrey                                      | 80–74                | Leñadores de Durango                                                  | Monterrey, Nuevo León                                                                  |  |
|                      | Parciales: 17-25, 20-11, 16-18, 27-20                          |                      |                                                                       |                                                                                        |  |
|                      | Estadísticas Paul Stoll (16) Oderah Anosike (8) Paul Stoll (4) | Reporte Pts Reb Asts | Estadísticas Germain Jordan (21) Jonathan Araujo (11) Omar Krayem (7) | Pabellón: Gimnasio Nuevo León Independiente Árbitros: R. Rodea A. Ramos A. Castellanos |  |

| 27 de octubre, 20:00 | Fuerza Regia de Monterrey                                                                    | 108–80               | Leñadores de Durango                                        | Monterrey, Nuevo León                                                                 |  |
|                      | Parciales: 28-20, 30-20, 25-16, 25-24                                                        |                      |                                                             |                                                                                       |  |
|                      | Estadísticas Dominique Johnson (21) Cristian Cortes (7) D. Bejarano, C. Cortes, G. Girón (4) | Reporte Pts Reb Asts | Estadísticas Kohl Meyer (16) Kohl Meyer (5) Omar Krayem (8) | Pabellón: Gimnasio Nuevo León Independiente Árbitros: J. Martínez A. Sánchez A. López |  |

| 30 de octubre, 20:15 | Leñadores de Durango                                                   | 94–97                | Fuerza Regia de Monterrey                                                              | Durango, Durango                                                        |  |
|                      | Parciales: 16-29, 27-30, 34-14, 17-24                                  |                      |                                                                                        |                                                                         |  |
|                      | Estadísticas Germain Jordan (26) Jonathan Araujo (14) Omar Krayem (15) | Reporte Pts Reb Asts | Estadísticas Daniel Bejarano (19) Oderah Anosike, Aaron Fuller (6) Cristian Cortes (7) | Pabellón: Auditorio del Pueblo Árbitros: V. Torres R. Méndez P. Salgado |  |

###### (2) Dorados de Chihuahua vs. (3) Plateros de Fresnillo
| 26 de octubre, 21:00 | Dorados de Chihuahua                                                                 | 89–97                | Plateros de Fresnillo                                                          | Chihuahua, Chihuahua                                                                 |  |
|                      | Parciales: 21-25, 17-29, 27-22, 24-21                                                |                      |                                                                                |                                                                                      |  |
|                      | Estadísticas Antonio Peña (22) Charles Mitchell (5) Durrell Summers, Joseph Soto (4) | Reporte Pts Reb Asts | Estadísticas Orlando Méndez (21) Jordan Williams (12) Aleksandar Cvetković (5) | Pabellón: Gimnasio Manuel Bernardo Aguirre Árbitros: J. Martínez A. Sánchez A. López |  |

| 27 de octubre, 21:00 | Dorados de Chihuahua                                                   | 96–76                | Plateros de Fresnillo                                                                                       | Chihuahua, Chihuahua                                                                |  |
|                      | Parciales: 26-19, 20-17, 30-22, 20-18                                  |                      | |                                                                                     |  |
|                      | Estadísticas Charles Mitchell (17) Jon Anderson (11) Cezar Vásquez (5) | Reporte Pts Reb Asts | Estadísticas Orlando Méndez (14) Irwin Ávalos, Jordan Williams (5) Aleksandar Cvetković, Orlando Méndez (3) | Pabellón: Gimnasio Manuel Bernardo Aguirre Árbitros: V. Torres P. Salgado C. Marrón |  |

| 30 de octubre, 20:00 | Plateros de Fresnillo                                                    | 88–77                | Dorados de Chihuahua                                                                          | Fresnillo, Zacatecas                                                                |  |
|                      | Parciales: 23-19, 26-18, 17-18, 22-22                                    |                      |                                                                                               |                                                                                     |  |
|                      | Estadísticas Reyshawn Terry (29) Orlando Méndez] (8) Orlando Méndez] (6) | Reporte Pts Reb Asts | Estadísticas Charles Mitchell (22) Charles Mitchell (14) C. Vásquez, J. Anderson, J. Soto (3) | Pabellón: Gimnasio Solidaridad Municipal Árbitros: K. Domínguez A. Ramos S. Vallejo |  |

| 31 de octubre, 19:00 | Plateros de Fresnillo                                                                          | 79–69                | Dorados de Chihuahua                                               | Fresnillo, Zacatecas                                                                  |  |
|                      | Parciales: 18-21, 15-12, 24-17, 22-19                                                          |                      |                                                                    |                                                                                       |  |
|                      | Estadísticas Leroy Davis III (14) Diamon Simpson (14) Aleksandar Cvetković, Orlando Méndez (4) | Reporte Pts Reb Asts | Estadísticas Charles Mitchell (15) Juan Suero (10) Joseph Soto (4) | Pabellón: Gimnasio Solidaridad Municipal Árbitros: J. Martínez V. Torres D. Domínguez |  |

##### Zona Oeste

###### (1) Astros de Jalisco vs. (4) Abejas de León
| 26 de octubre, 20:00 | Astros de Jalisco                                                                    | 95–96                | Abejas de León                                                                   | Guadalajara, Jalisco                                           |  |
|                      | Parciales: 22-24, 20-30, 26-19, 20-15 (T.E.: 7-8)                                    |                      |                                                                                  |                                                                |  |
|                      | Estadísticas Jordan Loveridge (29) Karim Rodríguez, Jared Frame (10) Avry Holmes (5) | Reporte Pts Reb Asts | Estadísticas Darrin Dorsey (18) Ryan Pearson, Kayel Locke (12) Darrin Dorsey (7) | Pabellón: Arena Astros Árbitros: V. Torres R. Méndez G. Gaytán |  |

| 27 de octubre, 20:00 | Astros de Jalisco                                                           | 101–93               | Abejas de León                                                    | Guadalajara, Jalisco                                              |  |
|                      | Parciales: 38-24, 21-22, 24-27, 18-20                                       |                      |                                                                   |                                                                   |  |
|                      | Estadísticas Avry Holmes (24) Avry Holmes, Jared Frame (4) Avry Holmes (12) | Reporte Pts Reb Asts | Estadísticas Michael Smith (22) Gary McGhee (6) Bryan Urrutia (8) | Pabellón: Arena Astros Árbitros: K. Domínguez S. Vallejo J. Tapia |  |

| 30 de octubre, 20:15 | Abejas de León                                                                    | 72–84                | Astros de Jalisco                                                                 | León, Guanajuato                                                    |  |
|                      | Parciales: 20-17, 18-19, 19-27, 15-21                                             |                      |                                                                                   |                                                                     |  |
|                      | Estadísticas Ryan Pearson (22) Ryan Pearson (14) Darrin Dorsey, Michael Smith (4) | Reporte Pts Reb Asts | Estadísticas Jared Frame (24) Jonathan Machado, Timajh Parker (7) Avry Holmes (6) | Pabellón: Domo de la Feria Árbitros: R. Rodea A. Sánchez L. Miranda |  |

| 31 de octubre, 20:15 | Abejas de León                                                                  | 91–101               | Astros de Jalisco                                                      | León, Guanajuato                                                    |  |
|                      | Parciales: 27-27, 22-15, 16-32, 26-27                                           |                      |                                                                        |                                                                     |  |
|                      | Estadísticas Ryan Pearson (25) Gary McGhee, Ryan Pearson (10) Darrin Dorsey (5) | Reporte Pts Reb Asts | Estadísticas Avry Holmes (26) Jonathan Machado (8) Karim Rodríguez (8) | Pabellón: Domo de la Feria Árbitros: R. Méndez B. Palacios A. López |  |

###### (2) Soles de Mexicali vs. (3) Libertadores de Querétaro
| 26 de octubre, 21:45 | Soles de Mexicali                                                                       | 84–82                | Libertadores de Querétaro                                         | Tijuana, Baja California                                                          |  |
|                      | Parciales: 16-27, 27-13, 20-13, 21-29                                                   |                      |                                                                   |                                                                                   |  |
|                      | Estadísticas Jordan Swing (18) Lucas Martínez (10) J. Swing, L. Martínez, E. García (5) | Reporte Pts Reb Asts | Estadísticas Vander Blue (24) Vander Blue (6) Jerime Anderson (7) | Pabellón: Auditorio Academia Zonkeys Árbitros: K. Rodríguez J. Ayala D. Domínguez |  |

| 27 de octubre, 21:45 | Soles de Mexicali                                                            | 84–74                | Libertadores de Querétaro                                                  | Tijuana, Baja California                                                    |  |
|                      | Parciales: 18-11, 9-22, 26-18, 31-23                                         |                      |                                                                            |                                                                             |  |
|                      | Estadísticas Joseph Lawson III (19) Joseph Lawson III (8) Lucas Martínez (6) | Reporte Pts Reb Asts | Estadísticas Trahson Burrell (22) Trahson Burrell (10) Jerime Anderson (9) | Pabellón: Auditorio Academia Zonkeys Árbitros: A. Ramos R. Rodea L. Miranda |  |

| 30 de octubre, 20:00 | Libertadores de Querétaro                                                  | 87–65                | Soles de Mexicali                                               | Querétaro, Querétaro                                                                      |  |
|                      | Parciales: 15-13, 17-16, 24-20, 31-16                                      |                      |                                                                 |                                                                                           |  |
|                      | Estadísticas Samardo Samuels (22) Samardo Samuels (13) Samardo Samuels (6) | Reporte Pts Reb Asts | Estadísticas Jordan Swing (16) Erik Rush (5) Lucas Martínez (3) | Pabellón: Auditorio General José María Arteaga Árbitros: J. Martínez B. Palacios J. Tapia |  |

| 31 de octubre, 18:00 | Libertadores de Querétaro                                            | 84–92                | Soles de Mexicali                                                     | Querétaro, Querétaro                                                                     |  |
|                      | Parciales: 20-20, 20-20, 20-23, 18-15 (T.E.: 6-14)                   |                      |                                                                       |                                                                                          |  |
|                      | Estadísticas Vander Blue (20) Trahson Burrell (13) Tony Mitchell (3) | Reporte Pts Reb Asts | Estadísticas Jordan Swing (30) Joseph Lawson III (8) Jordan Swing (3) | Pabellón: Auditorio General José María Arteaga Árbitros: R. Rodea K. Rodríguez C. Marrón |  |

#### Finales de Zona

##### Zona Este

###### (1) Fuerza Regia de Monterrey vs. (3) Plateros de Fresnillo
| 6 de noviembre, 16:00 | Fuerza Regia de Monterrey                                                     | 92–95                | Plateros de Fresnillo                                                  | Monterrey, Nuevo León                                                            |  |
|                       | Parciales: 33-22, 21-27, 18-22, 20-24                                         |                      |                                                                        |                                                                                  |  |
|                       | Estadísticas Paul Stoll, Gabriel Girón (18) Oderah Anosike (9) Paul Stoll (7) | Reporte Pts Reb Asts | Estadísticas Orlando Méndez (28) Diamon Simpson (9) Galen Robinson (2) | Pabellón: Gimnasio Nuevo León Independiente Árbitros: R. Rodea J. Ayala J. Tapia |  |

| 7 de noviembre, 16:00 | Fuerza Regia de Monterrey                                           | 84–69                | Plateros de Fresnillo                                                   | Monterrey, Nuevo León                                                                |  |
|                       | Parciales: 27-15, 22-22, 17-21, 18-11                               |                      |                                                                         |                                                                                      |  |
|                       | Estadísticas Facundo Piñero (17) Oderah Anosike (11) Paul Stoll (6) | Reporte Pts Reb Asts | Estadísticas Jordan Williams (21) Reyshawn Terry (9) Reyshawn Terry (4) | Pabellón: Gimnasio Nuevo León Independiente Árbitros: A. Sánchez A. López R. Margoin |  |

| 10 de noviembre, 20:00 | Plateros de Fresnillo                                                    | 83–86                | Fuerza Regia de Monterrey                                        | Fresnillo, Zacatecas                                                             |  |
|                        | Parciales: 16-22, 16-25, 25-19, 26-20                                    |                      |                                                                  |                                                                                  |  |
|                        | Estadísticas Jordan Williams (17) Diamon Simpson (12) Orlando Méndez (5) | Reporte Pts Reb Asts | Estadísticas Joseph Avila (20) Oderah Anosike (7) Paul Stoll (5) | Pabellón: Gimnasio Solidaridad Municipal Árbitros: A. Ramos V. Torres L. Miranda |  |

| 11 de noviembre, 20:00 | Plateros de Fresnillo                                                  | 85–82                | Fuerza Regia de Monterrey                                                                      | Fresnillo, Zacatecas                                                                  |  |
|                        | Parciales: 20-15, 24-27, 23-25, 18-15                                  |                      |                                                                                                |                                                                                       |  |
|                        | Estadísticas Reyshawn Terry (24) Reyshawn Terry (8) Orlando Méndez (7) | Reporte Pts Reb Asts | Estadísticas Dominique Johnson (18) Oderah Anosike (10) Dominique Johnson, Cristian Cortes (5) | Pabellón: Gimnasio Solidaridad Municipal Árbitros: J. Martínez B. Palacios S. Vallejo |  |

| 14 de noviembre, 16:00 | Fuerza Regia de Monterrey                                                      | 96–92                | Plateros de Fresnillo                                                         | Monterrey, Nuevo León                                                             |  |
|                        | Parciales: 23-22, 26-14, 21-23, 26-33                                          |                      |                                                                               |                                                                                   |  |
|                        | Estadísticas Dominique Johnson ('18) Daniel Bejarano (7) Dominique Johnson (5) | Reporte Pts Reb Asts | Estadísticas Jordan Williams (25) Diamon Simpson (8) Aleksandar Cvetković (5) | Pabellón: Gimnasio Nuevo León Independiente Árbitros: R. Rodea V. Torres A. López |  |

##### Zona Oeste

###### (1) Astros de Jalisco vs. (2) Soles de Mexicali
| 6 de noviembre, 18:00 | Astros de Jalisco                                                           | 86–85                | Soles de Mexicali                                                 | Guadalajara, Jalisco                                           |  |
|                       | Parciales: 22-27, 17-16, 30-22, 17-20                                       |                      |                                                                   |                                                                |  |
|                       | Estadísticas Jordan Loveridge (23) Jonathan Machado (9) Karim Rodríguez (7) | Reporte Pts Reb Asts | Estadísticas Joseph Lawson (23) Daniel Amigo (8) Daniel Amigo (8) | Pabellón: Arena Astros Árbitros: A. Ramos S. Vallejo G. Gaytán |  |

| 7 de noviembre, 18:00 | Astros de Jalisco                                                   | 100–87               | Soles de Mexicali                                                  | Guadalajara, Jalisco                                                |  |
|                       | Parciales: 30-24, 24-21, 22-26, 24-17                               |                      |                                                                    |                                                                     |  |
|                       | Estadísticas Jordan Loveridge (31) Avry Holmes (8) Avry Holmes (10) | Reporte Pts Reb Asts | Estadísticas Jordan Swing (23) Daniel Amigo (8) Lucas Martínez (6) | Pabellón: Arena Astros Árbitros: R. Méndez B. Palacios D. Domínguez |  |

| 10 de noviembre, 21:45 | Soles de Mexicali                                             | 91–73                | Astros de Jalisco                                                                                | Mexicali, Baja California                                          |  |
|                        | Parciales: 23-18, 19-20, 33-16, 16-19                         |                      |                                                                                                  |                                                                    |  |
|                        | Estadísticas Erik Thomas (22) Erik Thomas (7) Eric García (8) | Reporte Pts Reb Asts | Estadísticas Jordan Loveridge (17) J. Blake, H. Hdz., T. Parker, J. Gtz. (3) Karim Rodríguez (6) | Pabellón: Auditorio PSF Árbitros: K. Rodríguez A. Sánchez J. López |  |

| 11 de noviembre, 21:45 | Soles de Mexicali                                                              | 95–72                | Astros de Jalisco                                                  | Mexicali, Baja California                                      |  |
|                        | Parciales: 19-25, 23-12, 24-11, 29-24                                          |                      |                                                                    |                                                                |  |
|                        | Estadísticas Erik Rush (18) J.Swing, E. Thomas, E. Rush (6) Lucas Martínez (5) | Reporte Pts Reb Asts | Estadísticas Avry Holmes (16) Jordan Loveridge (5) Jared Frame (8) | Pabellón: Auditorio PSF Árbitros: R. Rodea R. Méndez C. Marrón |  |

| 14 de noviembre, 18:00 | Astros de Jalisco                                                                    | 87–81                | Soles de Mexicali                                                              | Guadalajara, Jalisco                                                |  |
|                        | Parciales: 25-23, 16-23, 17-12, 19-23                                                |                      |                                                                                |                                                                     |  |
|                        | Estadísticas Avry Holmes (20) Javion Blake (6) Jordan Loveridge, Jorge Gutiérrez (6) | Reporte Pts Reb Asts | Estadísticas Jordan Swing, Luke Martínez (19) Erik Thomas (6) Jordan Swing (6) | Pabellón: Arena Astros Árbitros: K. Domínguez A. Sánchez S. Vallejo |  |

#### Final de la LNBP

##### (1) Astros de Jalisco vs. (1) Fuerza Regia de Monterrey
| 17 de noviembre, 20:00 | Astros de Jalisco                                                                         | 101–111              | Fuerza Regia de Monterrey                                              | Guadalajara, Jalisco                                          |  |
|                        | Parciales: 18-28, 26-27, 28-22, 24-19 (T.E.: 5-15)                                        |                      |                                                                        |                                                               |  |
|                        | Estadísticas Jordan Loveridge (35) Jonathan Machado, Jordan Loveridge (7) Avry Holmes (6) | Reporte Pts Reb Asts | Estadísticas Rodney Green (27) Oderah Anosike (10) Cristian Cortes (6) | Pabellón: Arena Astros Árbitros: R. Rodea R. Méndez G. Gaytán |  |

| 18 de noviembre, 20:00 | Astros de Jalisco                                                                          | 73–90                | Fuerza Regia de Monterrey                                           | Guadalajara, Jalisco                                               |  |
|                        | Parciales: 20-20, 22-20, 15-24, 16-23                                                      |                      |                                                                     |                                                                    |  |
|                        | Estadísticas Jordan Loveridge (17) A. Holmes, J. Machado, J. Loveridge (7) Jared Frame (4) | Reporte Pts Reb Asts | Estadísticas Rodney Green (18) Aaron Fuller (10) Facundo Piñero (5) | Pabellón: Arena Astros Árbitros: K. Domínguez S. Vallejo C. Marrón |  |

| 21 de noviembre, 16:00 | Fuerza Regia de Monterrey                                        | 85–73                | Astros de Jalisco                                                               | Monterrey, Nuevo León                                                               |  |
|                        | Parciales: 26-21, 27-13, 17-22, 15-17                            |                      |                                                                                 |                                                                                     |  |
|                        | Estadísticas Joseph Avila (17) Oderah Anosike (8) Paul Stoll (6) | Reporte Pts Reb Asts | Estadísticas Jared Frame, Jordan Loveridge (18) Jared Frame (9) Jared Frame (3) | Pabellón: Gimnasio Nuevo León Independiente Árbitros: R. Rodea B. Palacios A. López |  |

| 22 de noviembre, 20:00 | Fuerza Regia de Monterrey                                        | 85–81                | Astros de Jalisco                                                     | Monterrey, Nuevo León                                                                  |  |
|                        | Parciales: 17-26, 24-13, 21-35, 23-17                            |                      |                                                                       |                                                                                        |  |
|                        | Estadísticas Joseph Avila (16) Oderah Anosike (9) Paul Stoll (5) | Reporte Pts Reb Asts | Estadísticas Javion Blake (20) Héctor Hernández (10) Javion Blake (4) | Pabellón: Gimnasio Nuevo León Independiente Árbitros: A. Sánchez E. Vallejo V. Sánchez |  |

### Líderes

#### Puntos
| Jugador        | Equipo                    | Promedio |
| -------------- | ------------------------- | -------- |
| Vander Blue    | Libertadores de Querétaro | 22.2     |
| Reyshawn Terry | Plateros de Fresnillo     | 18.3     |
| Ryan Pearson   | Abejas de León            | 17.9     |
| Rodney Green   | Fuerza Regia de Monterrey | 17.5     |
| Germain Jordan | Leñadores de Durango      | 17.3     |

#### Rebotes
| Jugador         | Equipo                    | Promedio |
| --------------- | ------------------------- | -------- |
| Oderah Anosike  | Fuerza Regia de Monterrey | 10.1     |
| Ishmael Lane    | Halcones de Xalapa        | 8.8      |
| Gary McGhee     | Abejas de León            | 8.5      |
| Oscar Boone     | Halcones de Xalapa        | 8.3      |
| Jeleel Akindele | Soles de Mexicali         | 7.6      |

#### Asistencias
| Jugador               | Equipo                    | Promedio |
| --------------------- | ------------------------- | -------- |
| Omar Krayem           | Leñadores de Durango      | 6.9      |
| Paul Stoll            | Fuerza Regia de Monterrey | 5.5      |
| Mikhael McKinney      | Halcones de Xalapa        | 4.9      |
| Orlando Méndez-Valdez | Plateros de Fresnillo     | 4.9      |
| Raúl Delgado          | Halcones de Xalapa        | 4.9      |

 =  Cuenta con nacionalidad mexicana. 

### Premios

#### Jugadores de la Semana
| Semana                               | Zona Este | Zona Oeste |
| ------------------------------------ | --- | --- |
| 1 (2 al 4 de septiembre)             | Reyshawn Terry (Plateros de Fresnillo) 23.8PPJ 5.3RPJ Germain Jordan (Leñadores de Durango) 18.0PPJ 5.3RPJ Jamaal Smith (Dorados de Chihuahua) 15.0PPJ 5.5APJ Kohl Meyer (Leñadores de Durango) 13.5PPJ 4.3RPJ Luis Andriassi (Leñadores de Durango) 7.0PPJ 2.3RPJ           | Daniel Amigo (Soles de Mexicali) 18.5PPJ 2.5RPJ Anthony Young (Libertadores de Querétaro) 17.5PPJ 3.0RPJ Bo Spencer (Abejas de León) 13.5PPJ 3.5RPJ Fabián Jaimes (Panteras de Aguascalientes) 11.0PPJ 6.5RPJ Javion Blake (Astros de Jalisco) 11.0PPJ 2.0RPJ           |
| 2 (8 al 11 de septiembre)            | Ishmael Lane (Halcones de Xalapa) 13.5PPJ 8.8RPJ Jerry Evans Jr. (Leñadores de Durango) 13.2PPJ 7.5RPJ Ray Gallegos Jr. (Leñadores de Durango) 11.0PPJ 2.5RPJ Kyle Fuller (Fuerza Regia de Monterrey) 10.8PPJ 1.8RPJ Orlando Méndez (Plateros de Fresnillo) 10.7PPJ 3.2.3RPJ | Michael Smith (Abejas de León) 16.0PPJ 9.5RPJ Anthony Young (Libertadores de Querétaro) 15.8PPJ 3.5RPJ Joseph Lawson (Soles de Mexicali) 15.0PPJ 5.8RPJ Ernesto Oglivie (Panteras de Aguascalientes) 14.0PPJ 4.3RPJ Ike Diogu (Astros de Jalisco) 13.5PPJ 6.0RPJ        |
| 3 (13 al 15 de septiembre)           | Rodney Green (Fuerza Regia de Monterrey) 17.0PPJ 3.2RPJ Jerry Evans Jr. (Leñadores de Durango) 14.6PPJ 7.1RPJ Kyle Fuller (Fuerza Regia de Monterrey) 12.2PPJ 2.3APJ Tyrone White (Plateros de Fresnillo) 11.1PPJ 3.3RPJ Aarón Valdés (Plateros de Fresnillo) 9.8PPJ 4.0RPJ  | Bo Spencer (Abejas de León) 16.3PPJ 3.0RPJ Trahson Burrell (Libertadores de Querétaro) 15.8PPJ 5.5RPJ Javion Blake (Astros de Jalisco) 14.5PPJ 3.0RPJ Fabián Jaimes (Panteras de Aguascalientes) 10.8PPJ 6.0RPJ Avry Holmes (Astros de Jalisco) 9.0PPJ 3.3APJ           |
| 4 (18 al 19 de septiembre)           | Ishmael Lane (Halcones de Xalapa) 18.1PPJ 8.9RPJ Rodney Green (Fuerza Regia de Monterrey) 16.4PPJ 3.0RPJ Durrell Summers (Dorados de Chihuahua) 14.0PPJ 5.4RPJ Raúl Delgado (Halcones de Xalapa) 11.6PPJ 2.9RPJ Cezar Guerrero (Dorados de Chihuahua) 8.8PPJ 1.2RPJ          | Bo Spencer (Abejas de León) 18.8PPJ 2.5RPJ Anthony Young (Libertadores de Querétaro) 15.6PPJ 3.9RPJ Jared Frame (Astros de Jalisco) 15.9PPJ 3.8RPJ Ernesto Oglivie (Panteras de Aguascalientes) 15.4PPJ 4.3RPJ Gary McGhee (Abejas de León) 11.8PPJ 8.8RPJ              |
| 5 (23 al 26 de septiembre)           | Ishmael Lane (Halcones de Xalapa) 17.9PPJ 9.5RPJ Durrell Summers (Dorados de Chihuahua) 16.0PPJ 5.5RPJ Omar De Haro (Leñadores de Durango) 15.5PPJ 1.5APJ Otoniel Zulueta (Leñadores de Durango) 10.5PPJ 2.5RPJ Antonio Peña (Dorados de Chihuahua) 9.5PPJ 4.4RPJ            | Vander Blue (Libertadores de Querétaro) 21.9PPJ 3.8RPJ Bo Spencer (Abejas de León) 19.1PPJ 4.4APJ Anthony Young (Libertadores de Querétaro) 16.3PPJ 4.0RPJ Daniel Amigo (Soles de Mexicali) 12.1PPJ 8.8RPJ Ike Diogu (Astros de Jalisco) 11.3PPJ 5.0RPJ                 |
| 6 (30 de septiembre al 3 de octubre) | Ishmael Lane (Halcones de Xalapa) 19.0PPJ 9.7RPJ Germain Jordan (Leñadores de Durango) 17.6PPJ 5.2RPJ Durrell Summers (Dorados de Chihuahua) 15.8PPJ 5.1RPJ Orlando Méndez (Plateros de Fresnillo) 9.8PPJ 5.7APJ Gabriel Girón (Fuerza Regia de Monterrey) 9.8PPJ 5.7APJ     | Vander Blue (Libertadores de Querétaro) 21.7PPJ 3.7RPJ Bo Spencer (Abejas de León) 18.1PPJ 4.7APJ Jordan Loveridge (Astros de Jalisco) 13.0PPJ 5.1RPJ Lucas Martínez (Soles de Mexicali) 12.1PPJ 4.5RPJ Josh Ibarra (Panteras de Aguascalientes) 10.7PPJ 6.3RPJ         |
| 7 (7 al 9 de octubre)                | Reyshawn Terry (Plateros de Fresnillo) 18.2PPJ 5.2RPJ Ishmael Lane (Halcones de Xalapa) 18.1PPJ 9.4RPJ Germain Jordan (Leñadores de Durango) 17.9PPJ 5.4RPJ Durrell Summers (Dorados de Chihuahua) 16.7PPJ 4.8RPJ Rodney Green (Fuerza Regia de Monterrey) 16.4PPJ 2.9RPJ    | Vander Blue (Libertadores de Querétaro) 21.1PPJ 4.1RPJ Ryan Pearson (Abejas de León) 16.9PPJ 5.9RPJ Jared Frame (Astros de Jalisco) 14.7PPJ 3.6RPJ Lucas Martínez (Soles de Mexicali) 13.5PPJ 4.8RPJ Fabián Jaimes (Panteras de Aguascalientes) 9.1PPJ 5.2RPJ           |
| 8 (11 al 13 de octubre)              | Rodney Green (Fuerza Regia de Monterrey) 17.0PPJ 2.9RPJ Durrell Summers (Dorados de Chihuahua) 16.6PPJ 4.8RPJ Oscar Boone (Halcones de Xalapa) 14.3PPJ 8.8RPJ Omar Krayem (Leñadores de Durango) 11.4PPJ 3.1RPJ Aarón Valdés (Plateros de Fresnillo) 9.8PPJ 3.1RPJ           | Ryan Pearson (Abejas de León) 17.1PPJ 4.3RPJ Trahson Burrell (Libertadores de Querétaro) 16.8PPJ 6.6RPJ Jonatan Machuca (Panteras de Aguascalientes) 15.0PPJ 2.5RPJ Lucas Martínez (Soles de Mexicali) 13.4PPJ 5.1RPJ Karim Rodríguez (Astros de Jalisco) 8.2PPJ 2.8RPJ |
| 9 (16 al 18 de octubre)              | Rodney Green (Fuerza Regia de Monterrey) 17.5PPJ 2.9RPJ Ishmael Lane (Halcones de Xalapa) 17.2PPJ 9.3RPJ Durrell Summers (Dorados de Chihuahua) 17.1PPJ 4.5RPJ Germain Jordan (Leñadores de Durango) 16.7PPJ 2.8RPJ Aarón Valdés (Plateros de Fresnillo) 10.6PPJ 3.4RPJ      | Trahson Burrell (Libertadores de Querétaro) 17.8PPJ 5.2RPJ Michael Smith (Abejas de León) 17.6PPJ 4.7RPJ Jordan Swing (Soles de Mexicali) 15.3PPJ 5.5RPJ Jordan Loveridge (Astros de Jalisco) 13.9PPJ 4.9RPJ Gary Ricks (Panteras de Aguascalientes) 11.7PPJ 1.9RPJ     |
| 10 (21 al 22 de octubre)             | No Publicado | No Publicado |
| Temporada (2021)                     | Reyshawn Terry (Plateros de Fresnillo) 18.3PPJ 5.2RPJ Rodney Green (Fuerza Regia de Monterrey) 17.5PPJ 2.8RPJ Germain Jordan (Leñadores de Durango) 17.3PPJ 5.5RPJ Durrell Summers (Dorados de Chihuahua) 17.0PPJ 4.8RPJ Ishmael Lane (Halcones de Xalapa) 16.2PPJ 8.8RPJ    | Vander Blue (Libertadores de Querétaro) 22.2PPJ 3.4RPJ Michael Smith (Abejas de León) 17.1PPJ 6.5RPJ Ernesto Oglivie (Panteras de Aguascalientes) 16.0PPJ 5.2RPJ Jordan Loveridge (Astros de Jalisco) 14.3PPJ 4.7RPJ Lucas Martínez (Soles de Mexicali) 13.3PPJ 4.8RPJ  |

#### Novatos Destacados
| Juan Ángel Contreras Muro (Abejas de León) Otoniel Eduardo Zulueta Silva (Leñadores de Durango) Oscar Alexis Piña Ibarra (Plateros de Fresnillo) Albert Almanza (Soles de Mexicali) Enrico Dean Nuno (Soles de Mexicali) |

#### Designaciones
| Designación                     | Nominados | Ganador                                     |
| ------------------------------- | --- | ------------------------------------------- |
| Entrenador del Año (Zona Este)  | Nicolás Casalánguida (Fuerza Regia de Monterrey) Gustavo Pacheco (Dorados de Chihuahua) Edu Torres (Halcones de Xalapa) José Pidal (Plateros de Fresnillo) | Sebastián Sucarrat (Leñadores de Durango)   |
| Entrenador del Año (Zona Oeste) | Omar Quintero (Libertadores de Querétaro) Iván Déniz (Soles de Mexicali) Sebastián Ginóbili (Panteras de Aguascalientes) Sergio Valdeolmillos (Astros de Jalisco) | Pablo García (Abejas de León)               |
| MVP (Zona Este)                 | Rodney Green (Fuerza Regia de Monterrey) Ishmael Lane (Halcones de Xalapa) Germain Jordan (Leñadores de Durango) Reyshawn Terry (Plateros de Fresnillo) | Durrell Summers (Dorados de Chihuahua)      |
| MVP (Zona Oeste)                | Michael Smith (Abejas de León) Lucas Martínez (Soles de Mexicali) Ernesto Oglivie (Panteras de Aguascalientes) Karim Rodríguez (Astros de Jalisco) | Vander Blue (Libertadores de Querétaro)     |
| MVP de la Final                 | | Cristian Cortes (Fuerza Regia de Monterrey) |
| Novato del Año                  | Albert Almanza (Soles de Mexicali) Iván Montano (Panteras de Aguascalientes) Otoniel Zulueta (Leñadores de Durango) Enrico Nuno (Soles de Mexicali) Oscar Piña (Plateros de Fresnillo) | Juan Contreras (Abejas de León)             |
| Revelación del Año              | Cristian Cortes (Fuerza Regia de Monterrey) Cezar Guerrero (Dorados de Chihuahua) Raúl Delgado (Halcones de Xalapa) Kohl Meyer (Leñadores de Durango) Irwin Ávalos (Plateros de Fresnillo) | Luis Andriassi (Leñadores de Durango)       |
| Mascota Destacada               | Torcho (Libertadores de Querétaro) Beeman (Abejas de León) Cach (Soles de Mexicali) Benny (Panteras de Aguascalientes) Doroteo (Dorados de Chihuahua) León (Astros de Jalisco) Chango Kiki (Halcones de Xalapa) Leñador (Leñadores de Durango) | Chango Regio (Fuerza Regia de Monterrey)    |
| Grupo de Animación              | Libertadoras (Libertadores de Querétaro) Porristas Fuerza Regia (Fuerza Regia de Monterrey) Panteritas (Panteras de Aguascalientes) Porristas Astros (Astros de Jalisco) Porristas HalconesKiki (Halcones de Xalapa) Leñadorcitas (Leñadores de Durango)                                                                                            | Solecitas (Soles de Mexicali)               |
| Porra del Año                   | Guerreros (Abejas de León) El Lado Obscuro de la Fuerza (Fuerza Regia de Monterrey) Porra Dorada (Dorados de Chihuahua) | La Batucada (Soles de Mexicali)             |
| Fan Destacado                   | Cinthia Reyes (Abejas de León) César Acosta (Fuerza Regia de Monterrey) Jorge Lucano (Soles de Mexicali) Gabriel Martínez (Halcones de Xalapa) Claudia Valles (Dorados de Chihuahua) Abraham Villalobos (Plateros de Fresnillo) Manuel de Jesús (Leñadores de Durango) Luis Santillán (Panteras de Aguascalientes) Martin Garay (Astros de Jalisco) | Victor Morán (Libertadores de Querétaro)    |
| Mejor Duela                     | | Arena Astros (Astros de Jalisco)            |